# 湿地勿忘草
湿地勿忘草（学名：Myosotis caespitosa）是紫草科勿忘草属的植物。分布于亚洲、欧洲的温带及亚热带地区以及中国大陆的东北、河北、云南、新疆、甘肃、四川等地，生长于海拔100米至3,800米的地区，多生于溪边、水湿地及山坡湿润地，目前尚未由人工引种栽培。